# Ksar Ouled Boujlida
Ksar Ouled Boujlida, également appelé Ksar Ouesti, Ksar El Rousti, Ksar Abdallah ou Ksar El Wostani, est un ksar de Tunisie situé dans le gouvernorat de Tataouine.

## Localisation
Le ksar constitue un ensemble, baptisé Ksour Jelidet, avec deux voisins, Ksar Ouled Abdelwahed et Ksar Ouled M'hemed, avec qui il partage des caractéristiques communes (date de fondation et plan compact avec une entrée couverte ou skifa). Tous trois sont situés sur une colline au pied de l'escarpement du djebel Abiodh.

## Histoire
Si Kamel Laroussi estime sa fondation au XVIIIe siècle, Abdesmad Zaïed donne l'année 1303 de l'hégire, soit 1886.

## Aménagement
Le ksar de forme presque carrée (environ 75 mètres de côté) compte 119 ghorfas sans porte, réparties sur deux étages sauf rares exceptions. Une citerne se trouve au centre de la cour.
Le ksar est abandonné dans les années 1970 puis restauré en 2007 grâce à un financement de l'Institut national du patrimoine.